# 하위 섕크스
하워드 새뮤얼 섕크스(영어: Howard Samuel Shanks, 1890년 7월 21일~1941년 7월 30일)는 미국의 프로 야구 선수이자 코치, 감독이다. 1912년부터 1925년까지 메이저 리그 베이스볼(MLB)의 워싱턴 세너터스, 보스턴 레드삭스, 뉴욕 양키스 등지에서 외야수이자 전천후 내야수로 뛰었다.
1909년에 프로 데뷔를 했으며, 1911년 시즌 후에 워싱턴 세너터스로 영입되었다. 1912년 메이저 리그 데뷔를 하고, 11시즌 동안 세너터스 소속으로 뛰었다. 1922년 시즌 후 보스턴 레드삭스로 트레이드되어 두 시즌을 보낸 후 뉴욕 양키스로 다시 트레이드되어 선수 생활의 말년을 보냈다. 준수한 수비력을 갖춘 선수로서 메이저 리그에서 뛰던 커리어 초반에는 외야수로 출전하였으나, 이후 워싱턴에서는 주로 유격수를 맡았으며, 보스턴과 뉴욕에서는 유틸리티 플레이어 역할을 했다. 타격은 평범한 수준으로 평가받았다. 선수로서 은퇴한 후에는 클리블랜드 인디언스에서 코치 생활을 했으며, 마이너 리그 팀에서 감독직을 맡았다.